# 박정언 (배우)
박정언(1979년 9월 16일 ~ )은 대한민국의 여자 배우이다.

## 출연작

### 드라마
| 연도      | 방송사       | 제목                                | 역할                                                |
| --------- | ------------ | ----------------------------------- | --------------------------------------------------- |
| 2019      | 네이버TV     | 인싸가 된 아싸짱                    | 병민의 엄마 역                                      |
| 2019      | KBS2         | 퍼퓸                                | 홈리스 역                                           |
| 2019      | SBS          | 의사요한                            | 채은정 친언니 역 / 이사장 임종 묵념인도 목소리 출연 |
| 2019      | jtbc         | 조선혼담공작소 꽃파당               | 향낭가게 주인 역                                    |
| 2019      | OCN          | 달리는 조사관                       | 내레이션 목소리연기 역                              |
| 2019      | OCN          | 모두의 거짓말                       | 조태식 어린시절 엄마 역                             |
| 2019      | KBS1         | 꽃길만 걸어요                       | 미술평론가 최윤진 역                                |
| 2019      | KBS2         | 우아한 모녀                         | 구청 사회복지과 직원 역                             |
| 2019      | MBC          | 더 게임:0시를 향하여                | 시위대 리더 역                                      |
| 2019      | JTBC         | 날씨가 좋으면 찾아가겠어요          | 판사 역                                             |
| 2020      | SBS          | 아무도 모른다                       | 보호자 역                                           |
| 2020      | SBS          | 더 킹: 영원의 군주                  | 칼국수집 주인 역                                    |
| 2020      | tvn          | 화양연화 - 삶이 꽃이 되는 순간      | 여직원 집사 역                                      |
| 2020      | KBS2         | 영혼수선공                          | 판사 역                                             |
| 2020      | OCN          | 번외수사                            | 포스녀 역                                           |
| 2020      | MBC          | 미쓰리는 알고 있다                  | 산부인과 전문의 역                                  |
| 2020      | JTBC         | 우아한 친구들                       | 도박판 모여사 역                                    |
| 2020      | MBC          | 십시일반                            | 기자 편집장 역                                      |
| 2020      | tvn          | 악의 꽃                             | 주민센터 직원 역                                    |
| 2020      | MBC          | 연애는 귀찮지만 외로운 건 싫어!     | 출판사 편집자 역                                    |
| 2020      | tvn          | 비밀의 숲 2                         | 성문대리인 정지원 변호사 역                         |
| 2020      | OCN          | 미씽: 그들이 있었다                 | 소아과 전문의 양호영 역                             |
| 2020      | 채널A        | 거짓말의 거짓말                     | 석훈엄마 역 (의사)                                  |
| 2020      | KBS2         | 오! 삼광빌라!                       | 조실장 / 조상미 역                                  |
| 2020      | KBS2         | 바람피면 죽는다                     | 의뢰남 아내 역                                      |
| 2020      | JTBC         | 허쉬                                | 면접관 역                                           |
| 2020      | JTBC         | 런 온                               | 육상연맹 위원 역                                    |
| 2021      | JTBC         | 선배 그 립스틱 바르지 마요          | 대학병원 산부인과 의사 역                           |
| 2021      | tvN          | 마우스                              | 판사 역                                             |
| 2021      | KBS          | 오케이 광자매                       | 사무장(변호사 사무실) 역                            |
| 2021      | SBS          | 모범택시                            | 사법시험 면접관 역                                  |
| 2021      | jtbc         | 언더커버                            | 국회의원 이영숙 역                                  |
| 2021      | 넷플릭스     | 무브 투 헤븐: 나는 유품정리사입니다 | ep.4 주민 2 역                                      |
| 2021      | KBS          | 이미테이션                          | MML위원장 역                                        |
| 2021      | MBC          | 이벤트를 확인하세요                 | 식물원 면접관 진선경 역                             |
| 2021      | jtbc         | 인간실격                            | 40대 여자 역                                        |
| 2021      | 넷플릭스     | 오징어 게임                         | 73번 '울음녀2' 역                                   |
| 2021      | SBS          | 아모르 파티 - 사랑하라, 지금        | 111회 산부인과 의사 역                              |
| 2021      | SBS          | 원 더 우먼                          | 유민제약 대표 서혜란 역                             |
| 2021      | KBS          | 속아도 꿈결                         | 119회 산부인과 의사 역                              |
| 2021      | TVING        | 술꾼도시여자들                      | 신경정신과 의사 역                                  |
| 2021      | MBC          | 뫼비우스 : 검은 태양                | 라디오DJ / 환자 _ 목소리 출연                       |
| 2021~2022 | MBC          | 옷소매 붉은 끝동                    | 영빈 지밀상궁 역                                    |
| 2022      | KBS          | 학교 2021                           | 학부모 역                                           |
| 2022      | TVING        | 아직 최선을 다하지 않았을 뿐        | 라디오DJ 역                                         |
| 2022      | JTBC         | 서른, 아홉                          | 케이크집 사장 역                                    |
| 2022      | TV조선       | 결혼작사 이혼작곡 3                 | 최집사(서동마 저택) 역                              |
| 2022      | SBS          | 모범택시 시즌2                      | 사법시험 면접관 역                                  |
| 2022      | tvN          | 우리들의 블루스                     | 학원선생 外 목소리 출연                             |
| 2022      | 쿠팡         | 안나                                | 미술학원장 역                                       |
| 2022      | KBS          | 으라차차 내 인생                    | 패션회사 면접위원 역                                |
| 2022      | SBS          | 천원짜리 변호사                     | 국회의원 김연실 역                                  |
| 2022      | 디즈니+      | 3인칭 복수                          | 바이올린 교수 역                                    |
| 2022      | tvN          | 슈룹                                | 훈육상궁 역                                         |
| 2022      | MBC          | 일당백집사                          | 박혜진 역                                           |
| 2023      | 지니 TV, ENA | 종이달                              | 서혜지 역                                           |
| 2023      | tvN          | 구미호뎐1938                        | 제석신 역                                           |
| 2023      | MBC          | 넘버스 : 빌딩숲의 감시자들          | 케이크빈 백 대표 역                                 |
| 2023      | KBS          | 진짜가 나타났다!                    | 난임클리닉 전문의 역                                |
| 2023      | MBC          | 금혼령                              | 간택상궁 역                                         |
| 2023      | tvN          | 이번 생도 잘 부탁해                 | 식물까페 주인 역                                    |
| 2023      | KBS          | 비밀의 여자                         | 하늘이 담당의 역                                    |
| 2023      | 디즈니 +     | 무빙                                | 봉석과 같은 반 아이의 어머니 역                     |
| 2023      | ENA          | 남남                                | 공가을의 어머니 역                                  |
| 2023      | SBS          | 7인의 탈출                          | 준혁 모 역                                          |
| 2024      | SBS          | 7인의 탈출 시즌2                    | 준혁 모 역                                          |
| 2024      | 넷플릭스     | 돌풍                                | 박인주 의원 역                                      |
| 2024      | ENA          | 나의 해리에게                       | 여자성우 나레이션 역                                |
| 2025      | tvN          | 서초동                              | 김유진 母 역                                        |

### 영화
| 연도 | 감독           | 제목                 | 역할                           | 비고   |
| ---- | -------------- | -------------------- | ------------------------------ | ------ |
| 2023 | 육상효         | 3일의 휴가           | 외숙모 역                      | 조연   |
| 2022 | 김혜인         | 괴물은 없어          | 엄마 역                        | 주연   |
| 2022 | 이윤호         | 어웨이크             | 소진 母 역                     |        |
| 2022 | 우창봉         | 하나만 가져갈께      | 수진 母 역                     |        |
| 2022 | 장철수         | 인민을 위해 복무하라 | 지도원 아내 역                 |        |
| 2021 | 오주란ㆍ박보영 | 오늘은 날씨가 맑았다 | 미애 역                        | 주연   |
| 2021 | 육상효         | 휴가                 | 외숙모 역                      | 조단역 |
| 2021 | 윤형빈         | 마르지 않는 샘       | 과부 역                        | 주조연 |
| 2021 | 김나연         | 실버택배             | 보험사 역                      | 주조연 |
| 2021 | 김지혜         | 리어 왕              | 이미란 (만사형통부동산 사장)역 | 주조연 |
| 2021 | 이주희         | 리베라               | 우아한 여인 역                 | 주조연 |
| 2019 | 김예진         | 주화(원강)           | 원강 역                        | 주연   |
| 2019 | 정호윤         | 차이                 | 윤지 역                        | 주조연 |
| 2019 | 전지우         | 여름과 뜨게질        | 미정 역                        | 주연   |
| 2019 | 김태은         | 당신의 조각들        | 여인2 역                       | 주조연 |
| 2018 | 백순도         | 밥상머리 교육        | 어머니 역                      | 주연   |
| 2018 | 정도훤         | 장거리손님           | 엄마 역                        | 주조연 |
| 2018 | 주철(중국)     | 고별                 | 혜미 역                        | 주연   |
| 2018 | 독립단편       | 방문자               | 소희 역                        | 주연   |
| 2018 | 스넥드라마     | 대학심리             | 판사 역                        | 주연   |
| 2017 | 이선준         | 고복의 딸            | 고복 역                        | 주연   |
| 2017 | 김주은         | 담담                 | 조각작가 정언역                | 주조연 |
| 2017 | 독립단편       | 앨리스의 증언        | 하트여왕(새엄마) 역            | 주조연 |
| 2017 | 김명용         | 친해지길             | 미연 역                        | 주조연 |
| 2017 | 김은별         | 초여름의 안부        | 연주 역                        | 주연   |
| 2017 | 남민영 외 3인  | 모자                 | 디자인실장 역                  | 주조연 |